# Dancing with the Stars (Magyarország)
A Dancing with the Stars (rövidítve: DWTS) a TV2 táncos show-műsora a Dancing with the Stars eredeti licence alapján, amelyben 12 (a harmadik évadtól 10) közismert ember lép a táncparkettre, hogy megmutassa tánctudását a közönségnek. Táncpartnereik profi magyar táncosokból, valamint feltörekvő ifjú versenyzőkből kerülnek ki.

## Érdekességek
Magyarországon egyedülállóan az adásokban élő zene szól (negyedik évadtól nem). Az első két évadban Rakonczai Viktor, a harmadik évadban Heincz Gábor által vezetett zenekarban, olyan énekesek énekelték a dalokat, mint Simó Annamária, Singh Viki, Kiss Enikő és Nádor Dávid.
Érdekesség, hogy a magyarországi Dancing with the Stars állandó versenyzője, Andrei Mangra, a műsor román és belga változataiban is résztvett.

## Története
Fischer Gábor, a TV2 Csoport programigazgatója 2020 májusában beszélt arról az Origo.hu-nak, hogy megvásárolták a Dancing with the Stars című formátum jogait a BBC-től.
A konkurens kereskedelmi csatornán, az RTL-en volt 2006-tól 2014-ig több évadot megélt hasonló táncműsor szombat este főműsoridőben, amelynek a címe Szombat esti láz volt.
Az első évad műsorvezetőit, szereplőit  és zsűritagjait a Sztárban sztár hetedik évadának harmadik adásában jelentették be. A műsorvezetők a konkurens RTL Klubtól átigazoló Lékai-Kiss Ramóna és Stohl András voltak. A zsűri tagjai Ördög Nóra, Molnár Andrea, Kováts Gergely Csanád és Schiffer Miklós voltak. Az első évadot Gelencsér Tímea és Hegyes Bertalan nyerte, akik a nyereményösszeget a Zenével a Rákos Gyermekekért Alapítvány javára ajánlották fel.
Az első évad döntőjében bejelentették, hogy 2021-ben elindul a műsor második évadja. A második évad szereplőit július 14-én mutatták be. A műsorvezetők változatlanul Lékai-Kiss Ramóna és Stohl András voltak. A második évadban Schiffer Miklós már nem volt zsűritag. Helyét Bereczki Zoltán vette át. Ördög Nóra, Molnár Andrea és Kováts Gergely Csanád ebben az évadban is a zsűri tagjai voltak. A második évadot Tóth Andi és Andrei Mangra nyerte.
A második évad döntőjében Gabriela Spanic bejelentette, hogy 2022-ben elindul a műsor harmadik évadja. A harmadik évad szereplőit augusztus 8-án mutatták be. A műsorvezetők változatlanul Lékai-Kiss Ramóna és Stohl András voltak. A harmadik évadban Molnár Andrea és Kováts Gergely Csanád már nem voltak zsűritagok. Helyüket Szente Vajk és Juronics Tamás vették át. Ördög Nóra  és Bereczki Zoltán ebben az évadban is a zsűri tagjai voltak. A harmadik évadot Csobot Adél és Hegyes Bertalan nyerte.
2023 márciusában Fischer Gábor bejelentette, hogy 2023-ban elindul a műsor negyedik évadja. A negyedik évad szereplőit szeptember 5-én mutatták be. A műsorvezetők változatlanul Lékai-Kiss Ramóna és Stohl András voltak. A negyedik évadban Bereczki Zoltán már nem volt zsűritag. Ördög Nóra, Szente Vajk és Juronics Tamás ebben az évadban is a zsűri tagjai. Ebben az évadban először három tagú volt a zsűri. A negyedik évadot Krausz Gábor és Mikes Anna nyerte.
2024 márciusában Fischer Gábor bejelentette, hogy 2024-ben elindul a műsor ötödik évadja. Az ötödik évad szereplőit szeptember 16-án mutatták be. A műsorvezetők változatlanul Lékai-Kiss Ramóna és Stohl András. Ebben az évadban először nem történt változás a zsűriben. A zsűritagok változatlanul Ördög Nóra, Szente Vajk és Juronics Tamás voltak. Az ötödik évadot WhisperTon és Tóth Katica nyerte.

## Évadok
| Évad | Párosok | Részek száma | Sugárzás             | Sugárzás           | Döntősök                           | Döntősök                          | Döntősök                            | Műsorvezetők | Műsorvezetők      | Zsűri         | Zsűri      | Zsűri                 | Zsűri           | Vendégzsűri                   |
| Évad | Párosok | Részek száma | Évadbemutató         | Évadzáró           | Győztes páros                      | Második helyezett páros           | Harmadik helyezett páros            | Műsorvezetők | Műsorvezetők      | Zsűri         | Zsűri      | Zsűri                 | Zsűri           | Vendégzsűri                   |
| ---- | ------- | ------------ | -------------------- | ------------------ | ---------------------------------- | --------------------------------- | ----------------------------------- | ------------ | ----------------- | ------------- | ---------- | --------------------- | --------------- | ----------------------------- |
| 1.   | 12      | 10           | 2020. október 10.    | 2020. december 12. | Gelencsér Tímea és Hegyes Bertalan | Gabriela Spanic és Andrei Mangra  | Pásztor Anna és Köcse György        | Stohl András | Lékai-Kiss Ramóna | Molnár Andrea | Ördög Nóra | Kováts Gergely Csanád | Schiffer Miklós | –                             |
| 2.   | 12      | 9            | 2021. szeptember 25. | 2021. november 20. | Tóth Andi és Andrei Mangra         | Kinizsi Ottó és Szőke Zsuzsanna   | Kamarás Iván és Mikes Anna          | Stohl András | Lékai-Kiss Ramóna | Molnár Andrea | Ördög Nóra | Kováts Gergely Csanád | Bereczki Zoltán | Gabriela Spanic               |
| 3.   | 10      | 8            | 2022. október 8.     | 2022. november 26. | Csobot Adél és Hegyes Bertalan     | Somhegyi Krisztián és Tóth Katica | Pap Dorci és Baranya Dávid          | Stohl András | Lékai-Kiss Ramóna | Szente Vajk   | Ördög Nóra | Juronics Tamás        | Bereczki Zoltán | Facundo Arana Gabriela Spanic |
| 4.   | 10      | 8            | 2023. október 14.    | 2023. december 2.  | Krausz Gábor és Mikes Anna         | Marics Peti és Stana Alexandra    | T. Danny és Lissák Laura            | Stohl András | Lékai-Kiss Ramóna | Szente Vajk   | Ördög Nóra | Juronics Tamás        | –               | –                             |
| 5.   | 10      | 8            | 2024. október 26.    | 2024. december 14. | WhisperTon és Tóth Katica          | Szabó Zsófi és Suti András        | Törőcsik Franciska és Baranya Dávid | Stohl András | Lékai-Kiss Ramóna | Szente Vajk   | Ördög Nóra | Juronics Tamás        | –               | –                             |

## Zsűri és a műsorvezetők
| Név                   | Évadok | Évadok | Évadok | Évadok | Évadok |
| Név                   | 1.     | 2.     | 3.     | 4.     | 5.     |
| Zsűri                 | Zsűri  | Zsűri  | Zsűri  | Zsűri  | Zsűri  |
| --------------------- | ------ | ------ | ------ | ------ | ------ |
| Ördög Nóra            |        |        |        |        |        |
| Szente Vajk           |        |        |        |        |        |
| Juronics Tamás        |        |        |        |        |        |
| Bereczki Zoltán       |        |        |        |        |        |
| Molnár Andrea         |        |        |        |        |        |
| Kováts Gergely Csanád |        |        |        |        |        |
| Schiffer Miklós       |        |        |        |        |        |
| Vendégzsűri           |        |        |        |        |        |
| Facundo Arana         |        |        |        |        |        |
| Gabriela Spanic       |        |        |        |        |        |
| Műsorvezetők          |        |        |        |        |        |
| Lékai-Kiss Ramóna     |        |        |        |        |        |
| Stohl András          |        |        |        |        |        |

## Versenyzők
| Hely | Évadok                                            | Évadok                            | Évadok                            | Évadok                             | Évadok                                     |
| Hely | Első                                              | Második                           | Harmadik                          | Negyedik                           | Ötödik                                     |
| ---- | ------------------------------------------------- | --------------------------------- | --------------------------------- | ---------------------------------- | ------------------------------------------ |
| 1.   | Gelencsér Tímea és Hegyes Bertalan                | Tóth Andi és Andrei Mangra        | Csobot Adél és Hegyes Bertalan    | Krausz Gábor és Mikes Anna         | WhisperTon és Tóth Katica                  |
| 2.   | Gabriela Spanic és Andrei Mangra                  | Kinizsi Ottó és Szőke Zsuzsanna   | Somhegyi Krisztián és Tóth Katica | Marics Peti és Stana Alexandra     | Szabó Zsófi és Suti András (Andrei Mangra) |
| 3.   | Pásztor Anna és Köcse György                      | Kamarás Iván és Mikes Anna        | Pap Dorci és Baranya Dávid        | T. Danny és Lissák Laura           | Törőcsik Franciska és Baranya Dávid        |
| 4.   | Győrfi Dániel és Stana Alexandra                  | Árpa Attila és Stana Alexandra    | Vavra Bence és Lissák Laura       | Radics Gigi és Baranya Dávid       | Mihályfi Luca és Hegyes Bertalan           |
| 5.   | Tóth Dávid és Lissák Laura                        | Nagy Réka és Hegyes Bertalan      | Kökény Attila és Mikes Anna       | Hunyadi Donatella és Bődi Dénes    | Tóth Gabi és Papp Máté Bence               |
| 6.   | Détár Enikő és Baranya Dávid                      | Kozma Dominik és Lissák Laura     | Iván Bence és Stana Alexandra     | Király Linda és Suti András        | Kucsera Gábor és Stana Alexandra           |
| 7.   | Osvárt Andrea és Suti András                      | Dobó Kata és Köcse György         | Berki Mazsi és Bonyhádi Ferenc    | Csuti és Tóth Katica               | Vomberg Frigyes és Südi Iringó             |
| 8.   | Horváth Tamás és Sipos Viktória                   | Kempf Zozó és Keresztszegi Ramóna | Bárdosi Sándor és Szőke Zsuzsanna | Eszenyi Enikő és Hegyes Bertalan   | Hosszú Katinka és Suti András              |
| 9.   | Istenes László és Czina Boglárka (Váradi Martina) | Cooky és Szécsi Debóra            | Zimány Linda és Bődi Dénes        | Sydney van den Bosch és Ádám Csaba | PSG Ogli és Szőke Zsuzsanna                |
| 10.  | Noszály Sándor és Mikes Anna                      | Hevesi Kriszta és Baranya Dávid   | Rubint Réka és Andrei Mangra      | Simon Kornél és Szőke Zsuzsanna    | Kamarás Norbert és Sebesi Daniella         |
| 11.  | Marsi Anikó és Szabó Gábor                        | Demcsák Zsuzsa és Suti András     |                                   |                                    |                                            |
| 12.  | Emilio és Tóth Orsolya                            | Metzker Viktória és Márki Norbert |                                   |                                    |                                            |

### Profi táncosok és partnereik
| Profi táncosok      | Évadok          | Évadok           | Évadok             | Évadok               | Évadok             |
| Profi táncosok      | 1               | 2                | 3                  | 4                    | 5                  |
| ------------------- | --------------- | ---------------- | ------------------ | -------------------- | ------------------ |
| Andrei Mangra       | Gabriela Spanic | Tóth Andi        | Rubint Réka        |                      | Szabó Zsófi        |
| Ádám Csaba          |                 |                  |                    | Sydney van den Bosch |                    |
| Baranya Dávid       | Détár Enikő     | Hevesi Kriszta   | Pap Dorci          | Radics Gigi          | Törőcsik Franciska |
| Bonyhádi Ferenc     |                 |                  | Berki Mazsi        |                      |                    |
| Bődi Dénes          |                 |                  | Zimány Linda       | Hunyadi Donatella    |                    |
| Czina Boglárka      | Istenes László  |                  |                    |                      |                    |
| Hegyes Bertalan     | Gelencsér Tímea | Nagy Réka        | Csobot Adél        | Eszenyi Enikő        | Mihályfi Luca      |
| Keresztszegi Ramóna |                 | Kempf Zozó       |                    |                      |                    |
| Köcse György        | Pásztor Anna    | Dobó Kata        |                    |                      |                    |
| Lissák Laura        | Tóth Dávid      | Kozma Dominik    | Vavra Bence        | T. Danny             |                    |
| Márki Norbert       |                 | Metzker Viktória |                    |                      |                    |
| Mikes Anna          | Noszály Sándor  | Kamarás Iván     | Kökény Attila      | Krausz Gábor         |                    |
| Papp Máté Bence     |                 |                  |                    |                      | Tóth Gabi          |
| Sebesi Daniella     |                 |                  |                    |                      | Kamarás Norbert    |
| Sipos Viktória      | Horváth Tamás   |                  |                    |                      |                    |
| Stana Alexandra     | Győrfi Dániel   | Árpa Attila      | Iván Bence         | Marics Peti          | Kucsera Gábor      |
| Suti András         | Osvárt Andrea   | Demcsák Zsuzsa   |                    | Király Linda         | Szabó Zsófi        |
| Suti András         | Osvárt Andrea   | Demcsák Zsuzsa   | Hosszú Katinka     | Király Linda         |                    |
| Südi Iringó         |                 |                  |                    |                      | Vomberg Frigyes    |
| Szabó Gábor         | Marsi Anikó     |                  |                    |                      |                    |
| Szécsi Debóra       |                 | Cooky            |                    |                      |                    |
| Szőke Zsuzsanna     |                 | Kinizsi Ottó     | Bárdosi Sándor     | Simon Kornél         | PSG Ogli           |
| Tóth Katica         |                 |                  | Somhegyi Krisztián | Csuti                | WhisperTon         |
| Tóth Orsolya        | Emilio          |                  |                    |                      |                    |
| Váradi Martina      | Istenes László  |                  |                    |                      |                    |

- Az első évad harmadik és negyedik adásában Istenes László Váradi Martinával táncolt, mert partnere, Czina Boglárka abban a két adásban nem tudott fellépni, mert elkapta a COVID–19 koronavírust.

- Az ötödik évadban eredetileg Szabó Zsófi partnere Andrei Mangra volt. Azonban Andrei sérülés miatt nem tudta folytatni a versenyt. Zsófi táncpartnere a negyedik adástól Suti András volt, aki eredetileg Hosszú Katinka partnere volt abban az évadban, akivel a harmadik adásban kiestek.

## Díjai
- Televíziós Újságírók Díja – Legjobb nagyszabású showműsor (2023, 2025)

## Nézettség
A +4-es adatok a teljes lakosságra, a 18–59-es adatok a célközönségre vonatkoznak.
| Évad | Sugárzás                                  | Epizódok száma | Teljes lakosság (+4) | Teljes lakosság (+4) | Célközönség (18–59) | Célközönség (18–59) |
| Évad | Sugárzás                                  | Epizódok száma | AMR (fő)             | SHR (%)              | AMR (fő)            | SHR (%)             |
| ---- | ----------------------------------------- | -------------- | -------------------- | -------------------- | ------------------- | ------------------- |
| 1.   | szombat 20:00                             | 10             | 913 768              | 22,73                | 398 376             | 18,21               |
| 2.   | szombat 20:00                             | 9              | 709 599              | 18,43                | 300 082             | 14,54               |
| 3.   | szombat 20:00 szombat 19:30               | 8              | 772 596              | 19,84                | 291 060             | 12,74               |
| 4.   | szombat 19:30                             | 8              | 831 860              | 22,26                | 324 464             | 16,63               |
| 5.   | szombat 19:30 szombat 19:05 szombat 19:15 | 8              | 729 936              | 19,18                | 261 449             | 13,44               |